# محاربو الإمارات
محاربو الإمارات (بالإنجليزية: UAE Warriors)‏ هي رابطة فنون القتال المختلطة في الشرق الأوسط ومقرها في أبو ظبي، الإمارات العربية المتحدة. تأست الرابطة في عام 2012، وقد عقد حتى الآن 34 حدثًا في خمس دول.